# Maison de Marko Stanojević à Leskovac
La maison de Marko Stanojević à Leskovac (en serbe cyrillique : Кућа Марка Станојевића у селу Лесковац ; en serbe latin : Kuća Marka Stanojevića u selu Leskovac) se trouve à Leskovac,dans la municipalité de Knić et dans le district de Šumadija, en Serbie. Elle est inscrite sur la liste des monuments culturels protégés de la république de Serbie (identifiant no SK 2205),,.

## Présentation
Selon la tradition familiale, la maison a été construite à la fin du XIXe siècle,.
Elle repose sur un socle bas fait de pierres concassées prises dans un mortier de boue ; les murs sont édifiés selon la technique des colombages avec un remplissage à base de chaume. L'angle de l'édifice est occupé par un porche-galerie court et le toit à quatre pans est recouvert de bardeaux, aujourd'hui remplacés par des tuiles ; du toit sortent deux cheminées en maçonnerie,.
La maison est constituée de quatre parties, la « kuća » proprement dite et trois pièces ; la « kuća » est dotée d'un foyer ouvert et d'un placard fixé au mur ; les fenêtres de cette pièce principales sont munies de barres horizontales en bois et de volets à double battant avec des charnières décoratives.
En raison de sa valeur architecturale, socioculturelle et esthétique, elle représente une réalisation caractéristique du patrimoine traditionnel de la Serbie de la fin du XIXe siècle,.